# 城东街道 (集安市)
城东街道，是中华人民共和国吉林省通化市集安市下辖的一个乡镇级行政单位。幅员面积38.13平方公里，总人口2.23万人。城东街道办事处驻站前社区鸭江路1111号。

## 行政区划
太王镇下辖以下地区：站前社区、站北社区、云峰社区、民主村、二股流村、下解放村、太王村、禹山村、果树村。